# Autohimmel

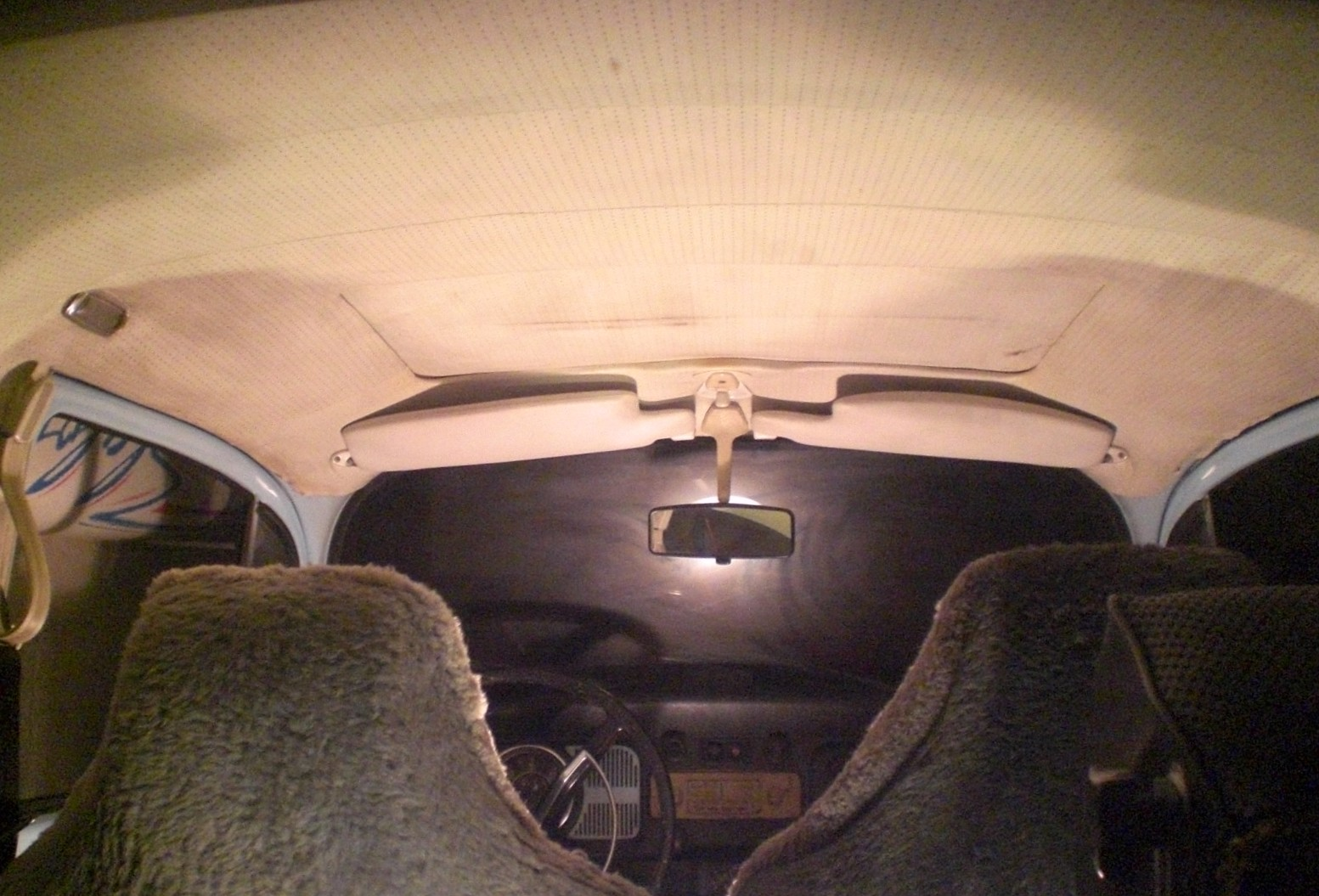
Autohimmel (klassische Ausfertigung)

Als Autohimmel, auch Dachhimmel oder kurz Himmel, wird die Innenverkleidung eines festen Autodachs bezeichnet. Sie ist Bestandteil der Kraftfahrzeugausstattung. Klassische Autohimmel bestehen aus speziellem Stoff, der mit Hilfe von Drahtbügeln und klar auftrocknendem Klebstoff unter dem Blechdach des Autos befestigt wird. Die Bügel werden in eingenähten Taschen oberhalb des Himmels eingeschoben; sie sorgen für die gewölbte Form des Himmels. Bei modernen Autos werden mit Textil beschichtete Kunststoffschalen eingeclipst.
Die Innenverkleidung eines beweglichen Autodachs (z. B. bei einem Cabriolet oder Roadster) wird als Innenverdeck bezeichnet.